# Gabriel Dias
Gabriel da Silva Dias, noto semplicemente come Gabriel Dias (Pelotas, 17 dicembre 1980), è un ex giocatore di calcio a 5 brasiliano, campione del mondo con la nazionale brasiliana nel 2008 e nel 2012.

## Carriera
Sebbene sia stato impiegato per buona parte della carriera come laterale sinistro, nelle ultime stagioni è stato spesso schierato come ultimo. Tra i calcettisti più vincenti della sua generazione, Dias ha giocato con Carlos Barbosa, Inter e Barcellona durante i rispettivi apici sportivi. Ha concluso la carriera giocando per alcuni mesi con la formazione italiana della Cogianco mettendo a segno 3 reti in 6 partite disputate in Serie A. Ritiratosi il 16 novembre del 2016, ha immediatamente intrapreso la carriera dirigenziale all'interno della Confederação Brasileira de Futebol de Salão. Con la nazionale brasiliana ha vinto due campionati mondiali (2008 e 2012), una Copa América (2008) nonché l'unica edizione disputata dei Giochi panamericani (2007).

## Palmarès

### Club

#### Competizioni nazionali
- Campionato brasiliano: 2
Carlos Barbosa: 2001, 2004
- Campionato spagnolo: 4
Inter: 2004-05, 2007-08
Barcellona: 2011-12, 2012-13
- Coppa di Spagna: 5
Inter: 2004-05, 2006-07, 2008-09
Barcellona: 2011-12, 2012-13
- Coppa del Re: 3
Barcellona: 2011-12, 2012-13, 2013-14
- Supercoppa di Spagna: 4
Inter: 2005, 2007, 2008
Barcellona: 2013

#### Competizioni internazionali
- Torneo sudamericano per club: 2
Carlos Barbosa: 2002, 2003
- Coppa UEFA: 4
Inter: 2005-06, 2008-09
Barcellona: 2011-12, 2013-14
- Coppa Intercontinentale: 6
Carlos Barbosa: 2004
Inter: 2005, 2006, 2007, 2008, 2011

### Nazionale
- Campionato mondiale: 2
Brasile 2008, Thailandia 2012
- Coppa America: 1
Uruguay 2008
- Giochi panamericani: 1 
Rio de Janeiro 2007